# Peter Wittig
Pierre Wittig, né 11 août 1954 à Bonn, est un diplomate allemand à la retraite. Il est ambassadeur aux États-Unis, aux Nations unies, au Royaume-Uni, au Liban et à Chypre. A sa retraite diplomatique, il rejoint l'équipementier automobile Schaeffler en mai 2020.

## Biographie

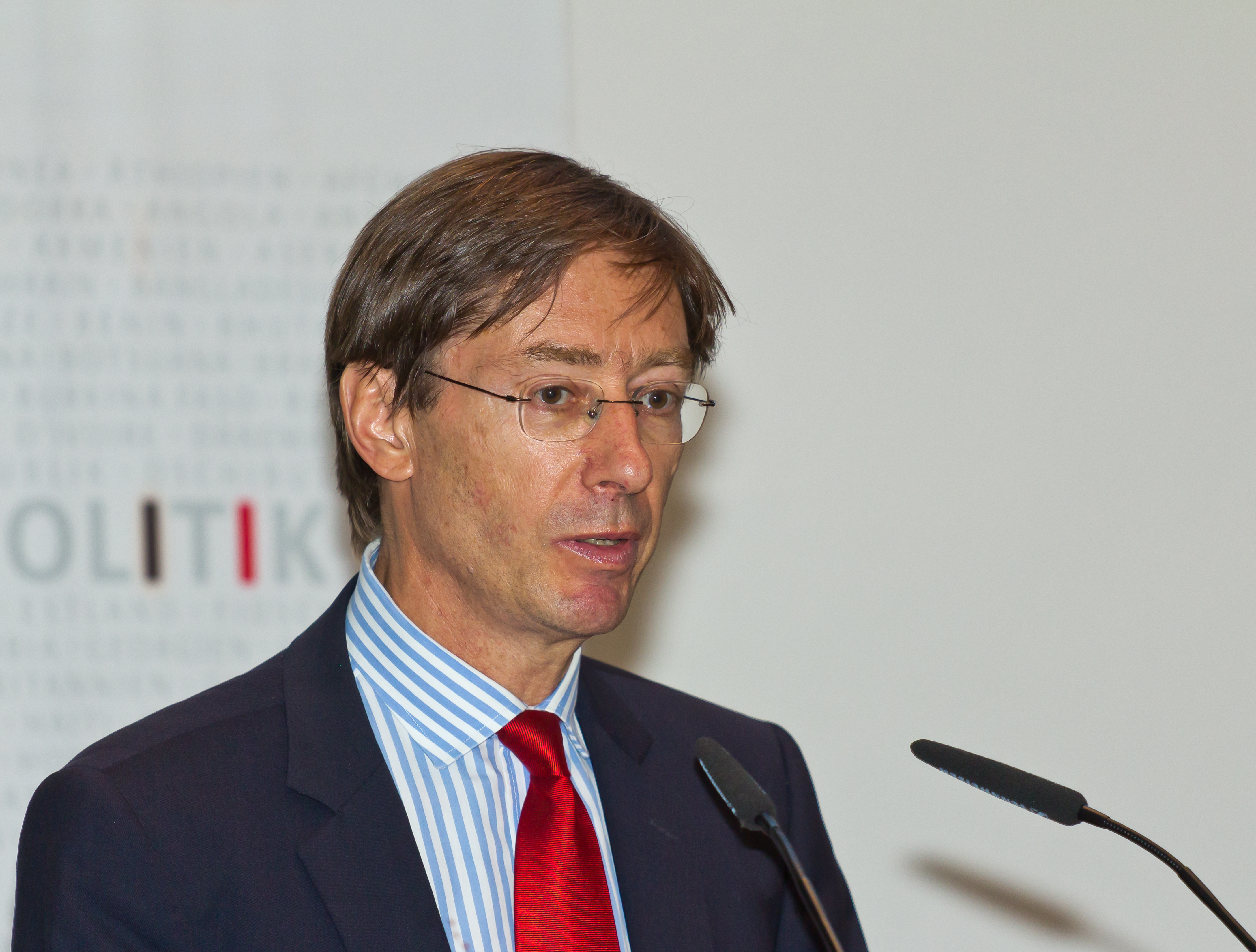
Peter Wittig en 2013.

### Parcours académique
Après le lycée, il étudie l'histoire, les sciences politiques et le droit à l'université rhénane Frédéric-Guillaume de Bonn, à l'université de Fribourg-en-Brisgau, à l'université du Kent et à l'université d'Oxford. Après avoir terminé ses études, il obtient son doctorat en 1982 avec une thèse intitulée The English Road to Socialism: The Fabians and their Relevance to the Labour Party and English Politics (en français : "La route anglaise vers le socialisme : Les Fabiens et leur pertinence pour le parti travailliste et la politique anglaise"). Entre 1979 et 1982, Wittig est assistant de recherche à l'université de Fribourg-en-Brisgau et l'auteur d'articles spécialisés sur l'histoire des idées et la politique étrangère. 

### Carrière
En 1982, il entre au service diplomatique et, après avoir terminé son service préparatoire, trouve un emploi à l'ambassade allemande de Madrid en Espagne, puis à la mission permanente auprès des Nations unies à New York. Il devient ensuite conseiller personnel du ministre fédéral des Affaires étrangères à Bonn.
En 1997, il est nommé ambassadeur au Liban. Puis ambassadeur à Chypre en 1999 jusqu'en 2002. Au cours de cette période, il est aussi commissaire du gouvernement fédéral pour le partition chypriote.
En 2002, il devient ambassadeur et chef adjoint du Département des Nations unies et des affaires mondiales. En 2006, il devient ensuite chef du département GF (questions internationales, Nations unies, droits de l'homme and aide humanitaire) au ministère fédéral des Affaires étrangères. 
En décembre 2009, il est nommé Représentant permanent auprès des Nations unies à New York et assure la présidence tournante du Conseil de sécurité des Nations unies à plusieurs reprises. 
En avril 2014, Wittig déménage à Washington en tant qu'ambassadeur d'Allemagne.
Il est ambassadeur d'Allemagne à Londres de la mi-2018 jusqu'à sa retraite du service diplomatique actif en avril 2020. Son successeur comme ambassadeur est Andreas Michaelis.
En 2018, Wittig et son épouse, la journaliste Huberta von Voss-Wittig, reçoivent la médaille Leo Baeck de l'Institut Leo Baeck.
Après avoir quitté le service diplomatique, Wittig rejoint l'équipementier automobile Schaeffler en mai 2020 pour créer et gérer une nouvelle division d'entreprise pour les affaires mondiales.

## Vie privée
Peter Wittig est marié. Il est père de quatre enfants.